# Karine Guerra
Pour les articles homonymes, voir Guerra.
Karine Guerra de Souza est une joueuse brésilienne de volley-ball née le 25 février 1979 à Caxias do Sul. Elle mesure 1,76 m et joue au poste de passeuse. 

## Clubs
| Club                         | De        | À         |
| ---------------------------- | --------- | --------- |
| AFV Franca                   | 2003-2004 | 2003-2004 |
| Club Voleibol Aguere         | 2004-2005 | 2004-2005 |
| Esporte Clube União Suzano   | 2005-2006 | 2005-2006 |
| EC Pinheiros                 | 2006-2007 | 2006-2007 |
| Brunelli Volley Nocera Umbra | fév 2007  | mai 2007  |
| Minas Tênis Clube            | 2007-2008 | 2007-2008 |
| Club Voleibol Tenerife       | 2008-2009 | 2008-2009 |
| AD Brusque                   | 2009-2010 | 2009-2010 |
| EC Pinheiros                 | 2010-2011 | 2010-2011 |
| Grêmio de Vôlei Osasco       | 2011-2012 | 2012-2013 |
| VBC Voléro Zurich            | 2013-2014 | 2013-2014 |
| Praia Clube                  | 2014-2015 | 2014-2015 |
| Minas Tênis Clube            | 2016-2017 | …         |

## Palmarès

### Clubs
- Supercoupe d'Espagne
  - Vainqueur : 2008.
- Championnat du Brésil
  - Vainqueur : 2012.
  - Finaliste : 2013.
- Championnat du monde des clubs
  - Vainqueur : 2012.
- Championnat sud-américain des clubs
  - Vainqueur : 2011, 2012, 2018.
- Coupe de Suisse
  - Vainqueur: 2014.
- Championnat de Suisse
  - Vainqueur : 2014.
- Coupe du Brésil
  - Finaliste : 2017.
- Supercoupe du Brésil
  - Finaliste : 2017.

### Distinctions individuelles
- Championnat sud-américain des clubs de volley-ball féminin 2011: Meilleure passeuse.